# Interieur uit de Amaliegade

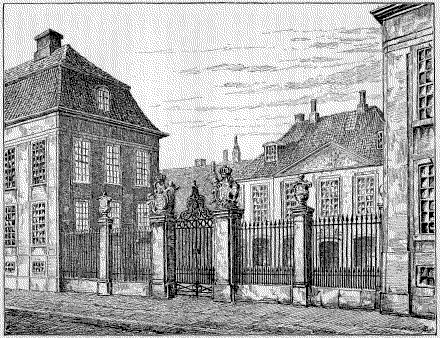
Het Frederiks Hospital waar Jakob Christian Bendz werkte en woonde, gezien vanaf de Amaliegade

Interieur uit de Amaliegade. Artilleriekapitein Carl Ludvig Bendz staand en dokter Jakob Christian Bendz zittend (Deens: Interiør fra Amaliegade. Artillerikaptajn Carl Ludvig Bendz stående og læge Jakob Christian Bendz sidende) is een schilderij van Wilhelm Bendz, dat hij omstreeks 1829 maakte. Sinds 1901 was het eigendom van de tabaksmagnaat Heinrich Hirschsprung (1836-1908) en zijn vrouw Pauline Elisabeth Jacobson (1845-1912), die hun kunstcollectie in 1902 schonken aan de staat Denemarken. Sinds 1911 bevindt het schilderij zich in de toen geopende Hirschsprungske Samling in Kopenhagen.

## Voorstelling
Wilhelm Bendz (1804-1832) volgde lessen in perspectief bij C.W. Eckersberg aan de Koninklijke Deense Kunstacademie in Kopenhagen. Het schilderij was in de eerste plaats bedoeld als een oefening om een kamer met personen en voorwerpen in perspectief en de juiste verhoudingen te tekenen en schilderen. Het resultaat geeft ook een beeld van het alledaagse leven in Kopenhagen rond 1830.
Bendz schilderde twee van zijn broers verdiept in hun bezigheden. Carl Ludvig (1797-1843), die in 1829 was bevorderd tot kapitein van de artillerie, staat aan een hoge schrijftafel waarop een schedel staat. Zijn jas hangt aan het scharnier van de deur achter hem, terwijl zijn sjako aan de muur te zien is. Jakob Christian (1802-1858), die arts was, zit aan tafel, verdiept in een boek en kauwend op zijn pen. Hij had in 1829 een aanstelling gekregen als chirurg aan het Frederiks Hospital waar hij ook woonde, in een deel van het gebouw dat aan de Amaliegade lag. Hij heeft een van zijn pantoffels uitgedaan, waardoor een bloedende wond of een gat in de kous zichtbaar wordt. Het is niet bekend of deze situatie zich werkelijk heeft voorgedaan. Het lijkt hoe dan ook te gaan om een knipoog naar het beroep van Jakob Christian, die zou moeten weten hoe een wond te verzorgen of met naald en garen een gat te dichten. De derde broer Henrik Carl Bang Bendz (1806-1882), later arts-anatoom, is niet afgebeeld op het schilderij. Hij was in 1829-1830 buiten Kopenhagen in dienst als militair arts.  
Zijn eigen aanwezigheid verraadde Bendz ook. Links onderin zijn een tekenbord en een klapstoel te zien met daarboven een studentenpet. Het zijn dergelijke kleine details die het schilderij zijn levendigheid geven. Zo slingeren er papiertjes, een veer en een aantal halflege flessen in de kamer. Bij de bank staat een zilveren schaaltje met kolen om een pijp mee aan te steken. Op de boekenkast is een standbeeldje te zien van de discobolos van Naukydes.
Aan het vrijgezellenbestaan van de broers, dat op het schilderij nog te zien is, zou snel een eind komen. De kapitein trouwde in 1829 en de dokter een jaar later. Wilhelm Bendz vertrok naar Duitsland en Italië, waar hij in 1832 overleed. Het schilderij kwam in bezit van Viggo Bendz, een neef van de schilder. Hij verkocht het in 1901 aan Heinrich Hirschsprung, de grondlegger van de museumcollectie.